# Seconda divisione brasiliana di Rugby 2023
Il campionato di seconda divisione brasiliana 2003 è il torneo di rugby a 15 di seconda divisione del Brasile gestito dalla CBRu.
Il campionato ritorna dopo tre anni di stop dovuti alla pandemia di COVID-19.

## Formula del torneo
Il torneo si svolge in due fasi:
1ª fase - Torneios de Acesso
Le undici squadre partecipanti sono divise in 3 tornei regionali, in gironi di sola andata: 
- Taça Sul
- Taça São Paulo-Paraná
- Taça Rio-Minas

Le prime due di ogni girone partecipano alla seconda fase.

2ª fase - Torneio Qualificatório para o Super
Le sei squadre affronteranno le sei squadre provenienti dal Super 12 in 3 gironi si sola andata. Le prime due saranno amesse al Super 12 2024.

## Squadre partecipanti alTorneio de acesso

### Taça Sul
| Squadra               | Città            | Stato             |
| --------------------- | ---------------- | ----------------- |
| Antiqua UFPel Rugby   | Pelotas          | Rio Grande do Sul |
| Centauros Rugby Clube | Estrela          | Rio Grande do Sul |
| Colonos               | Marau            | Rio Grande do Sul |
| SJB Rugby             | São João Batista | Santa Catarina    |

### Taça São Paulo-Paraná
| Squadra                   | Città     | Stato     |
| ------------------------- | --------- | --------- |
| Engenharia Bullguer Rugby | San Paolo | San Paolo |
| Leões de Paraisópolis     | San Paolo | San Paolo |
| Piracicaba Rugby          | San Paolo | San Paolo |

### Taça Rio-Minas
| Squadra            | Città          | Stato          |
| ------------------ | -------------- | -------------- |
| Carioca Rugby F.C. | Rio de Janeiro | Rio de Janeiro |
| Itaguaí Rugby      | Itaguaí        | Rio de Janeiro |
| Niterói Rugby      | Niterói        | Rio de Janeiro |
| Rio Rugby          | Rio de Janeiro | Rio de Janeiro |

## Torneio de acesso

### Taça Sul
| Data       | Incontro            | Risultato |
| ---------- | ------------------- | --------- |
| 13/05/2023 | Centauros ― URTC    | 26-34     |
| 13/05/2023 | SJB ― Antiqua       | 18-15     |
| 03/06/2023 | Antiqua ― Centauros | 10-27     |
| 03/06/2023 | SJB ― URTC          | 17-22     |
| 22/07/2023 | Centauros ― SJB     | 34-13     |
| 22/07/2023 | URTC ― Antiqua      | 43-14     |

| Pos | Squadra   | G | V | N | P | PF | PS | P±  | BP | PT |
| --- | --------- | - | - | - | - | -- | -- | --- | -- | -- |
| 1   | URTC      | 3 | 3 | 0 | 0 | 99 | 57 | 42  | 2  | 14 |
| 2   | Centauros | 3 | 2 | 0 | 1 | 87 | 57 | 30  | 3  | 11 |
| 3   | SJB       | 3 | 1 | 0 | 2 | 48 | 71 | −23 | 1  | 5  |
| 4   | Antigua   | 3 | 0 | 0 | 3 | 39 | 88 | −49 | 1  | 1  |

### Taça São Paulo-Paraná
| Data       | Incontro                           | Risultato |
| ---------- | ---------------------------------- | --------- |
| 13/05/2023 | Leões de Paraisópolis ― Piracicaba | 13-17     |
| 03/06/2023 | Piracicaba ― Engenharia            | 29-27     |
| 22/07/2023 | Engenharia ― Leões de Paraisópolis | 53-20     |

| Pos | Squadra               | G | V | N | P | PF | PS | P±  | BP | PT |
| --- | --------------------- | - | - | - | - | -- | -- | --- | -- | -- |
| 1   | Piracicaba Rugby      | 2 | 2 | 0 | 0 | 46 | 40 | 6   | 1  | 9  |
| 2   | Engenharia/Leões      | 2 | 1 | 0 | 1 | 80 | 49 | 31  | 3  | 7  |
| 3   | Leões de Paraisópolis | 2 | 0 | 0 | 2 | 33 | 70 | −37 | 1  | 1  |

### Taça Rio-Minas
| Data       | Incontro            | Risultato |
| ---------- | ------------------- | --------- |
| 20/05/2023 | Niterói ― Rio Rugby | 27-14     |
| 20/05/2023 | Carioca ― Itaguaí   | 0-81      |
| 10/06/2023 | Rio Rugby ― Carioca | 113-0     |
| 10/06/2023 | Itaguaí ― Niterói   | 33-13     |
| 22/07/2023 | Niterói ― Carioca   | 212-0     |
| 22/07/2023 | Rio Rugby ― Itaguaí | 34-11     |

| Pos | Squadra   | G | V | N | P | PF  | PS  | P±   | BP | PT |
| --- | --------- | - | - | - | - | --- | --- | ---- | -- | -- |
| 1   | Niterói   | 3 | 2 | 0 | 1 | 252 | 47  | 205  | 2  | 10 |
| 2   | Rio rugby | 3 | 2 | 0 | 1 | 161 | 38  | 123  | 2  | 10 |
| 3   | Itaguaí   | 3 | 2 | 0 | 1 | 125 | 47  | 78   | 2  | 10 |
| 4   | Carioca   | 3 | 0 | 0 | 3 | 0   | 406 | −406 | 0  | 0  |

## Qualificatório para o Super 12 de 2024
| Provenienza | Grupo A   | Grupo B     | Gruppo C  |
| ----------- | --------- | ----------- | --------- |
| Super 12    | Charrua   | Curitiba    | SPAC      |
| Super 12    | Joaca     | Pé Vermelho | Tornados  |
| Acesso      | URCT      | Piracicaba  | Niterói   |
| Acesso      | Centauros | Engenharia  | Rio rugby |

| Legenda:                            |
| Confermato nel Super10 2024         |
| Promosso al Super10 2024            |
| Retrocede in seconda divisione 2024 |

### Grupo A
| Data       | Incontro            | Risultato |
| ---------- | ------------------- | --------- |
| 12/08/2023 | Joaca ― URTC        | 45-10     |
| 12/08/2023 | Charrua ― Centauros | 43-6      |
| 23/09/2023 | Charrua ― Joaca     | 27-0      |
| 21/10/2023 | Joaca ― Centauros   | 36-10     |
| 21/10/2023 | URTC ― Charrua      | 17-33     |
| 04/11/2023 | Centauros ― URTC    | 5-6       |

| Pos | Squadra     | G | V | N | P | PF  | PS | P±  | BP | PT |
| --- | ----------- | - | - | - | - | --- | -- | --- | -- | -- |
| 1   | Charrua     | 3 | 3 | 0 | 0 | 103 | 23 | 80  | 3  | 15 |
| 2   | Joaca Rugby | 3 | 2 | 0 | 1 | 81  | 47 | 34  | 2  | 10 |
| 3   | URTC        | 3 | 1 | 0 | 2 | 33  | 83 | −50 | 0  | 4  |
| 4   | Centauros   | 3 | 0 | 0 | 3 | 21  | 85 | −64 | 1  | 1  |

### Grupo B
| Data       | Incontro                 | Risultato |
| ---------- | ------------------------ | --------- |
| 12/08/2023 | Curitiba ― Piracicaba    | 45-10     |
| 12/08/2023 | Pé Vermelho ― Engenharia | 0-40      |
| 23/09/2023 | Curitiba ― Pé Vermelho   | 58-3      |
| 30/09/2023 | Piracicaba ― Engenharia  | 37-34     |
| 21/10/2023 | Engenharia ― Curitiba    | 33-55     |
| 28/10/2023 | Piracicaba ― Pé Vermelho | 39-15     |

| Pos | Squadra          | G | V | N | P | PF  | PS  | DP   | BMP | Pt |
| --- | ---------------- | - | - | - | - | --- | --- | ---- | --- | -- |
| 1   | Curitiba         | 3 | 3 | 0 | 0 | 158 | 46  | +112 | 3   | 15 |
| 2   | Piracicaba Rugby | 3 | 2 | 0 | 1 | 86  | 94  | −8   | 2   | 10 |
| 3   | Engenharia/Leões | 3 | 1 | 0 | 2 | 107 | 92  | +15  | 4   | 8  |
| 4   | Pé Vermelho      | 3 | 0 | 0 | 3 | 18  | 137 | −119 | 0   | 0  |

### Grupo C
| Data       | Incontro             | Risultato |
| ---------- | -------------------- | --------- |
| 12/08/2023 | SPAC ― Rio Rugby     | 44-12     |
| 12/08/2023 | Tornados ― Niterói   | 10-32     |
| 23/09/2023 | Tornados ― SPAC      | 17-61     |
| 30/09/2023 | Rio Rugby ― Niterói  | 11-50     |
| 21/10/2023 | Rio Rugby ― Tornados | 10-11     |
| 21/10/2023 | Niterói ― SPAC       | 40-14     |

| Pos | Squadra   | G | V | N | P | PF  | PS  | DP  | BMP | Pt |
| --- | --------- | - | - | - | - | --- | --- | --- | --- | -- |
| 1   | Niterói   | 3 | 3 | 0 | 0 | 122 | 35  | +87 | 3   | 15 |
| 2   | SPAC      | 3 | 2 | 0 | 1 | 119 | 69  | +50 | 2   | 10 |
| 3   | Tornados  | 3 | 1 | 0 | 2 | 38  | 103 | −65 | 0   | 4  |
| 4   | Rio Rugby | 3 | 0 | 0 | 3 | 33  | 105 | −72 | 1   | 1  |

- Promosse al Super 12 2004 Piracicaba Rugby[2] e Niterói.